# Handmade Heaven
«Handmade Heaven» (с англ. — «Самодельный рай») — песня уэльской певицы Марины Диамандис, ранее известной как Marina and the Diamonds. Была выпущена как первый сингл с грядущего четвёртого альбома исполнительницы 8 февраля 2019 года. Написанная Мариной Диамандис, композиция была спродюсирована Джоэлом Литтлом, известным по работе с новозеландской певицей Лорд.

## История создания
5 февраля 2019 года исполнительница анонсировала выход в ближайшее время первого сингла с грядущего альбома, подчеркнув в Twitter, что трек не будет определять общее звучание всей пластинки: «Обычно, когда люди слышат первую песню [с диска], они думают: „О, мне кажется я знаю как будет звучать весь альбом“, но они крупно ошибаются». Позднее Марина намекнула, что название композиции начинается с «H» — поклонники разгадали полное название с помощью музыкального сервиса Spotify.

## Трек-лист
| №  | Название          | Длительность |
| -- | ----------------- | ------------ |
| 1. | «Handmade Heaven» | 3:29         |

| №  | Название                                | Длительность |
| -- | --------------------------------------- | ------------ |
| 1. | «Handmade Heaven (Krystal Klear Remix)» | 6:57         |

| №  | Название                                | Длительность |
| -- | --------------------------------------- | ------------ |
| 1. | «Handmade Heaven (Krystal Klear Remix)» | 4:10         |

## Чарты
| Чарт (2019)                                 | Высшая позиция |
| ------------------------------------------- | -------------- |
| France Downloads (SNEP)                     | 196            |
| Greece International Digital Singles (IFPI) | 92             |
| New Zealand Hot Singles (RMNZ)              | 25             |
| Шотландия (OCC Scotland)                    | 46             |
| Великобритания (OCC UK Singles Downloads)   | 52             |